# سيسيليا وماسيج بروجوفسكي

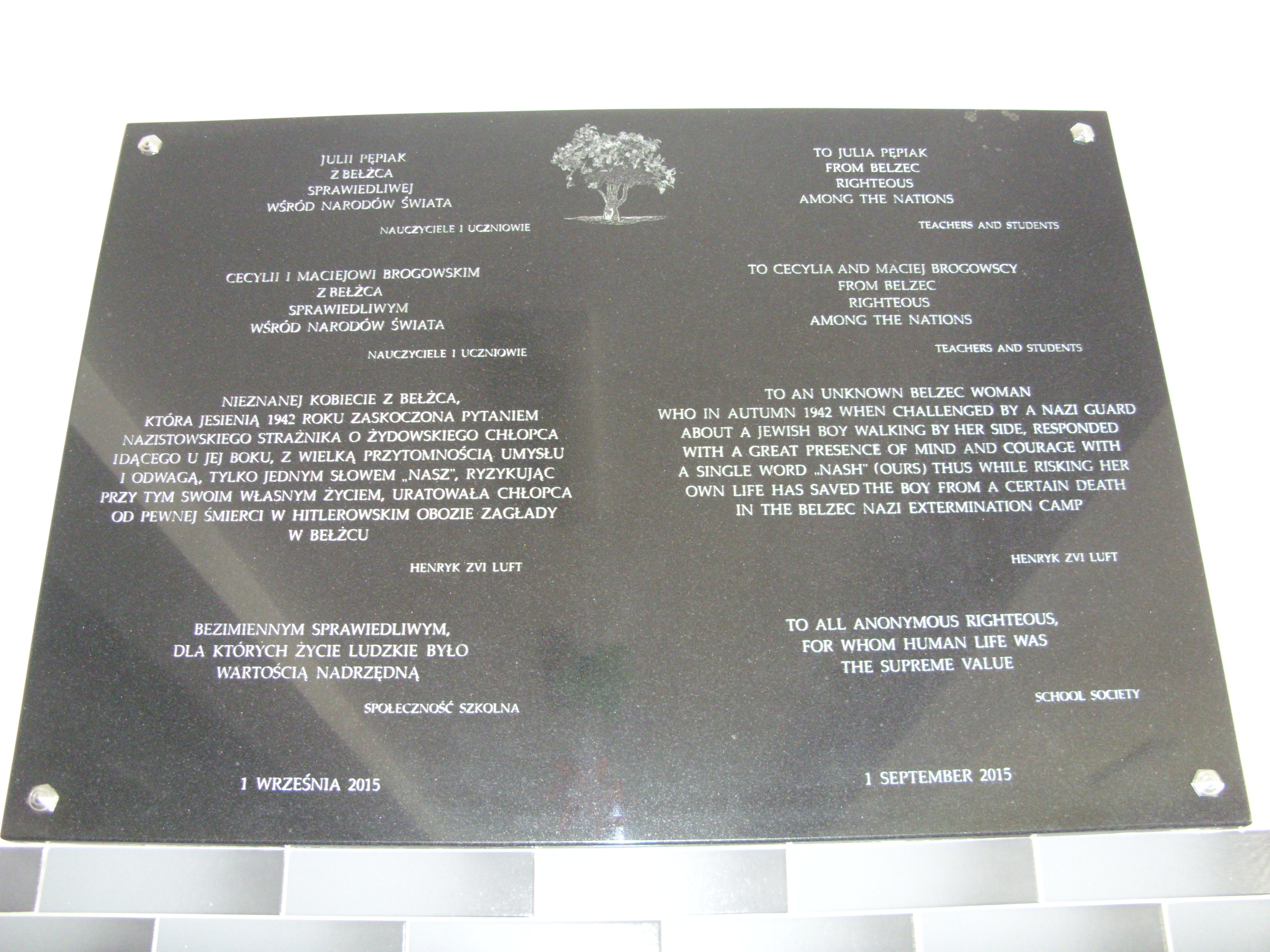
سيسيليا وماتشي بروجوفسكي وكتاب صالحون بين الأمم من بيلزيك، لوحة في المدرسة

سيسيليا (1905–1980) وماتشي بروجوفسكي (1902–1955) كانا زوجين كاثوليكيين بولنديين، اعترف بهما ياد فاشيم بأنهما من صالحون بين الأمم لإيوائهما فتاة يهودية تدعى إيرينا شنيتزر في قريتهما بيلزيك أثناء الاحتلال الألماني لبولندا في الحرب العالمية الثانية. 

## عائلة بروجوفسكي
خلال الحرب العالمية الثانية والاحتلال الألماني لبولندا عاشت سيسيليا وماتشي بروجوفسكي وأطفالهما الثلاثة في قرية بيلزيك. كان معسكر الإبادة بيلزيك يقع بالقرب من القرية. استطاع آل بروجوفسكي رؤية اليهود وهم يُقتادون إلى المعسكر، ورؤية دخان محرقة الجثث وهي تُشغل فيه.
عملت شقيقة ماسيج بروجوسكي، كساويرا بروجوسكا، كمدبرة منزل في وارسو.

## إنقاذ إيرينا شنيتزر
خلال الحرب العالمية الثانية والاحتلال الألماني لبولندا، من عام 1941 حتى التحرير في عام 1945، أخفى سيسيليا وماتشي بروجوفسكي فتاة يهودية صغيرة تدعى إيرينا شنيتزر من الجستابو الألماني. 
ولدت شنيتزر في كراكوف. عندما كانت في السادسة من عمرها تقريبًا،  أحضرتها والدتها إلى وارسو وطلبت من أقاربها إيواء الفتاة.  أُلقي القبض على والديها وأخواتها الأكبر سنًا في ذلك الوقت تقريبًا، وقُتلوا في الهولوكوست.   كان أقاربها مختبئين، وخشِوا أن يُعرضهم مظهر شنيتزر اليهودية للخطر. وخلصوا إلى أنهم لا يستطيعون رعايتها. وبعد محاولة فاشلة لإرسالها إلى دار للأيتام، رتبوا لنقلها من وارسو إلى قرية بيلزيك. 
سافرت شنيتزر إلى بيلزيك مع مدبرة المنزل البولندية كساويرا بروغوسكا وصديقتها ماريا ليسزينسكا. استقبلهم شقيق بروغوسكا، ماتشي بروغوسكي، وزوجته سيسيليا. آوى كلٌّ من سيسيليا وماتشي بروغوسكي شنيتزر منذ عام 1941، عندما كانت في السادسة من عمرها تقريبًا، حتى تحررت بولندا عام 1945.  كان لدى عائلة بروغوسكي ثلاثة أطفال في ذلك الوقت، أصغرهم، ماريا، في نفس عمر شنيتزر. عوملت كواحدة من أفراد العائلة. ساعدتهم في الحقول وتشاركت الفراش مع ماريا. أصبحت ماريا وشنيتزر قريبين جدًا.  
وجد آل بروغوسكي صعوبة في إيواء شنيتزر، خاصة وأن القرية كانت قريبة جدًا من معسكر الإبادة في بيلزك. ساعد أطفالهم في حماية شنيتسر، حيث كانوا يواسونها ويبقون معها في قبو تحت الأرض عندما كانت تضطر للاختباء لتفادي دوريات النازيين. وعندما لم تتمكن من الاختباء، كان آل بروغوسكي يقدمونها على أنها ابنة أخيهم. وفي إحدى المرات، تم التعرف على شنيتسر على أنها يهودية، لكن الأسرة تمكنت من تشتيت انتباه المتهم بالطعام والكحول. بعد ذلك، قام آل بروغوسكي بتعميد شنيتسر، على أمل حمايتها.